# Gwendoline Christie
Pour les articles homonymes, voir Christie.
Gwendoline Christie, née le 28 octobre 1978 à Worthing (Sussex de l'Ouest), est une actrice britannique, connue principalement pour son rôle de Brienne de Torth dans la série Game of Thrones et son rôle de capitaine Phasma dans Star Wars, épisode VII : Le Réveil de la Force et Star Wars, épisode VIII : Les Derniers Jedi.

## Biographie
Gwendoline Tracey Philippa Christie naît le 28 octobre 1978 à Worthing et grandit près des South Downs, dans le Sud de l'Angleterre. Enfant, elle commence une carrière semi-professionnelle de gymnastique rythmique mais doit s'arrêter à cause d'une blessure.
Sa grande taille de 1,91 m retient l'attention de la photographe Polly Borland (en) qui l'emploie comme modèle entre 2002 et 2008, principalement pour des photos de nu.
En 2005, elle est diplômée du Drama Centre London (en), école d'art dramatique rattachée au Central Saint Martins College of Art and Design.
En 2012, elle intègre le casting de Game of Thrones dans le rôle de Brienne de Torth.
Elle participe aussi au dernier volet de la saga Hunger Games, sorti en 2015, dans le rôle de Lyme.
La même année, elle joue le rôle du capitaine Phasma, commandante des Stormtroopers du Premier Ordre, dans Star Wars : Le Réveil de la Force, septième épisode de la saga Star Wars. Elle reprend ce rôle dans le huitième épisode, sorti en 2017.
En 2017, l'actrice est à l'affiche de China Girl, la seconde saison de Top of the Lake, en tant que Miranda Hilmarson, officier dans la police de Sydney, et nouvelle partenaire du personnage principal joué par Elisabeth Moss. Le personnage a été écrit spécialement pour elle par l'un des créateurs de la série, Jane Campion.
En avril 2018, il est confirmé qu'elle reprendra le rôle de capitaine Phasma dans la série animée Star Wars Resistance,. Cette même année, elle apparaît dans Darkest Minds, adapté de la trilogie du même nom d'Alexandra Bracken, et en tant qu'Anna dans Bienvenue à Marwen de Robert Zemeckis. Elle joue aussi dans In Fabric de Peter Strickland,,,.
En 2022, elle joue dans la série Mercredi (Wednesday), diffusée sur Netflix, dans le rôle de la directrice.

### Vie privée
Elle est en couple avec le créateur de mode Giles Deacon depuis 2013.

## Filmographie

### Cinéma

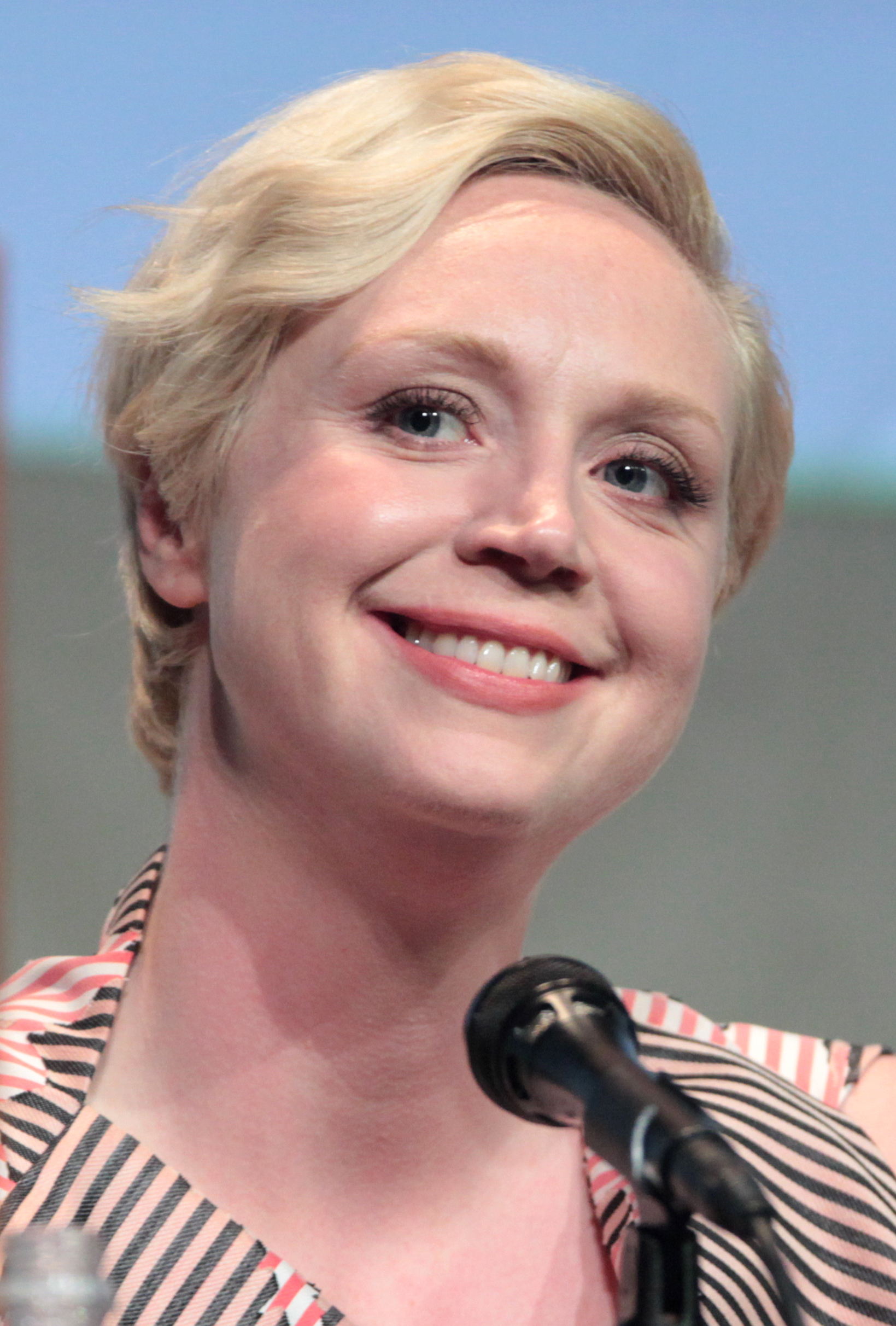
Gwendoline Christie au Comic Con International de San Diego en 2015

- 2007 : The Time Surgeon (court métrage) : la victime
- 2009 : L'Imaginarium du docteur Parnassus (The Imaginarium of Doctor Parnassus) : Classy Shopper
- 2013 : Zero Theorem (The Zero Theorem) : une femme dans la rue
- 2015 : Hunger Games : La Révolte, partie 2 (The Hunger Games: Mockingjay - Part 2) : Lyme
- 2015 : Star Wars, épisode VII : Le Réveil de la Force (Star Wars: Episode VII - The Force Awakens)[14] : capitaine Phasma
- 2016 : Absolutely Fabulous, le film (Absolutely Fabulous: The Movie) : elle-même
- 2017 : Star Wars, épisode VIII : Les Derniers Jedi (Star Wars: Episode VIII - The Last Jedi) : capitaine Phasma
- 2018 : Darkest Minds : Rébellion (The Darkest Minds) : Lady Jane
- 2018 : In Fabric : Gwen
- 2018 : Bienvenue à Marwen (Welcome to Marwen) : Anna
- 2019 : The Personal History of David Copperfield : Jane Murdstone
- 2019 : Our Friend : Teresa
- 2022 : Flux Gourmet : Jan Stevens

### Séries télévisées
- 2010 : Seven Ages of Britain (en) : l'opérateur
- 2011 : Sorciers vs Aliens
- 2012 – 2019 : Game of Thrones : Brienne de Torth (42 épisodes)
- 2017 : Top of the Lake: China Girl : Miranda Hilmarson
- 2022 : Sandman : Lucifer Morningstar
- depuis 2022 : Mercredi : Directrice Larissa Weems
- 2025 : Severance : Lorne (saison 2, épisode 3 et 10)

### Séries d'animation
- 2018 : Star Wars Resistance : Capitaine Phasma (3 épisodes)

### Jeux vidéo
- 2016 : Lego Star Wars : Le Réveil de la Force : capitaine Phasma
- 2017 : Star Wars Battlefront II : capitaine Phasma
- 2025 : Civilization VII : Narratrice

## Voix francophones
En version française, Gwendoline Christie est principalement doublée par Vanina Pradier qui est sa voix dans Game of Thrones, Hunger Games : La Révolte, partie 2, Absolutely Fabulous, le film, Darkest Minds : Rébellion ou encore Mercredi. Julie Dumas la double dans la franchise Star Wars.